# Шіота Чіхару
Шіота Чіхару (яп. 塩田 千春, Shiota Chiharu; нар. 1972, Осака, Японія) — японська художниця-перформансистка та інсталяціоністка. Належить до покоління молодих митців, які здобули міжнародне визнання завдяки мистецтву, пов'язаному з тілесністю. Здобувши освіту в Японії, Австралії та Німеччині, переплітає матеріальність та психічне сприйняття простору, досліджуючи ідеї тіла й плоті, особисті наративи, що стосуються пам'яті, території та відчуження. Її фірмові інсталяції, що складаються зі складних мереж ниток, які простягаються через галерейні зали, принесли художниці популярність у 2000-х. 
Дебютувала в Японії на Трієнале в Йокогамі у 2001 році з роботою Пам'ять шкіри (Memory of Skin), а у 2015 році представляла Японію на 56-й Венеційській бієнале. З 1996 року живе і працює в Берліні, Німеччина. Виставлялася по всьому світу.

## Раннє життя
Чіхару Шіота народилася в Осаці у 1972 році. Її батьки мали бізнес із виробництва ящиків для риби, виготовляючи тисячу дерев'яних ящиків на день. Вона мріяла стати художницею з 12 років. Хоча батьки не підтримували її бажання безпосередньо і хвилювалися за неї, вона змогла здобути формальну мистецьку освіту.
З 1992 по 1996 рік  навчалася в Університеті Сейка в Кіото (Kyoto Seika University). У 1993-1994 роках була студенткою за обміном у Канберрській школі мистецтв Австралійського національного університету (Canberra School of Art, Australian National University). Після цього переїхала до Німеччини, де навчалася у Вищій школі образотворчих мистецтв у Брауншвейзі (Hochschule für Bildende Künste Braunschweig) з 1997 по 1999 рік та в Берлінському університеті мистецтв (Universität der Künste Berlin) з 1999 по 2002 рік. Також була мисткинею-резиденткою в Академії Шлосс Солітюде (Akademie Schloss Solitude) у Штутгарті, Німеччина.
В інтерв'ю з Андреа Ян (Andrea Jahn) Шіота згадує, що її першою інсталяційною роботою була Стаючи картиною (Becoming Painting, 1994), створена під час навчання в Канберрі, Австралія. Для неї вона використала червону емалеву фарбу, якою вкрила своє тіло. "Участь у Стаючи картиною була справжнім актом звільнення. Це була моя перша фізична робота, що використовувала все моє тіло, а не просто майстерний твір мистецтва".
Під час навчання в Університеті Сейка в Кіото її наставником був сучасний скульптор Сабуро Мураока (Saburo Muraoka). У Берліні вона була студенткою Ребекки Горн (Rebecca Horn), а в Брауншвейзі навчалася у Марини Абрамович.

## Творчість
Творчість Шіоти Чіхару поєднує різні аспекти мистецтва перформансу, скульптури та інсталяції. Вона найбільш відома своїми величезними, що заповнюють увесь простір, плетивами з ниток або шлангів, які поєднують абстрактні мережі з конкретними повсякденними об'єктами, такими як ключі, віконні рами, сукні, взуття, човни та валізи.
Її ранні роботи — це перформанси, багато з яких задокументовані на фотографіях та відео, де вона, наприклад, використовує багнюку. Пізніші масштабні інсталяції інтегрують особисті предмети (наприклад, взуття), передані їй іншими людьми. У ранніх роботах Шіоти часів Університету Сейка, включно з Від ДНК до ДНК (From DNA to DNA, 1994) та Стаючи картиною (Becoming Painting, 1994), такі елементи, як вовняні нитки та фарба, заклали основу для її майбутньої творчості.
Матеріали та кольори мають особливе значення в її мистецтві: менструальна кров використовується як художній матеріал, а червоні нитки символізують людські стосунки. Іноді використовуються тонкі пластикові трубки, наповнені рідиною, схожою на кров, що натякає на пуповинну підтримку тіла, символізуючи живлення та початок нового життя. В останні роки Шіота також частіше використовує білу нитку, пояснюючи в інтерв'ю, що вона може символізувати "початок", "чистоту існування" або нескінченний космічний простір.
Шіота визнає вплив своєї вчительки Марини Абрамович у роки становлення та посилається на роботи Крістіана Болтанскі (Christian Boltanski) як джерело натхнення для деяких зі своїх пізніших інсталяцій. Місця мають значення для її робіт, і вона глибоко цікавиться психогеографією — взаємозв'язком між психікою та простором. Інсталяції з ниток Шіоти розвинулися з досвіду художниці переїздів між місцями, з якого виникло бажання вкривати свої речі пряжею, тим самим позначаючи особисту територію. В одному з інтерв'ю вона зазначає, що не змогла б створити свої масштабні інсталяції Кімната пам'яті (A Room of Memory, 2009) та Пам'ять шкіри (Memory of Skin, 2005), якби не жила в Берліні.
Вона також створювала роботи у співпраці з хореографами та композиторами, такими як Тошіо Хосокава (Toshio Hosokawa), Саша Вальц (Sasha Waltz) та Штефан Гольдман (Stefan Goldmann).

### Межа та житло:Будинок з вікон(2005)
Прибувши до Берліна в 1999 році, Шіота застала місто, де на зламі тисячоліть ще зберігалися ідеологічні та культурні релікти Холодної війни. З поступовим ослабленням політичної напруги Берлін перетворився на великий економічний та комерційний центр. Хоча її однаково захоплювали динамічні зміни та оновлення міського ландшафту, Шіота звернула увагу на історичну, покинуту частину міста. Протягом кількох років художниця збирала сотні старих вікон з будівельних майданчиків у колишньому Східному Берліні, цікавлячись тим, як мешканці двох частин міста сприймали спосіб життя одне одного.
Робота Будинок з вікон (House of Windows, 2005), показана на персональній виставці Шіоти Raum у Хаус ам Лютцовплац (Haus am Lützowplatz) в Берліні, а пізніше на 3-й Трієнале азійського мистецтва у Фукуоці (Fukuoka Asian Art Triennale) в Музеї азійського мистецтва Фукуоки (Fukuoka Asian Art Museum) в Японії, представляє собою тендітну конструкцію у формі будинку, зібрану з приблизно двохсот викинутих вікон. Прирівнюючи вікна до шкіри, що розділяє плоть і зовнішній світ, Шіота досліджує фізичні кордони, які існували у швидко мінливому міському просторі, проводячи паралель між ними та тілом, а отже, і міжособистісними межами. Для самої Шіоти, яка на той час була новою мешканкою Берліна, часті переїзди стали невід'ємною частиною життя. Таким чином, через створення таких робіт, як Будинок з вікон, Шіота досліджує стан "між", оскільки відчувала культурну та мистецьку віддаленість як від рідної країни, так і від поточного місця проживання. Будучи надзвичайно крихким житлом, Будинок з вікон викликає асоціації з лімінальними межами між особистим та історичним через візуальні наративи, вбудовані у вживані об'єкти.

### Інсталяції, схожі на павутиння
З 2000-х років Чіхару Шіота продовжує створювати інсталяції, схожі на павутиння, в інституціях по всьому світу, що стало її фірмовою серією робіт. Ці інсталяції значно відрізняються одна від одної, адаптуючись до масштабу галерейних приміщень та включаючи знайдені об'єкти різного роду. Створюючи роботи для кожного місця виставки, Шіота часто взаємодіє з символізмом та історіями, що містяться у вживаних об'єктах, які їй вдалося зібрати. Об'єкти варіюються від ліжок (Дихання із Землі (Breathing from Earth, 2000), Під час сну (During Sleep, 2000/2005), Одне місце (One Place, 2001), Сліди пам'яті (Traces of Memory, 2013), Сон — це як смерть (Sleeping is like death, 2016)), до суконь (Після сну (After the Dream, 2011), Лабіринт пам'яті (Labyrinth of Memory, 2012)), взуття (ДНК (DNA, 2004), Над континентами (Over the Continents, 2008), Сліди життя (Traces of Life, 2008)), ключів (Ключ у руці (The Key in the Hand, 2015)) та стільців (Нескінченні лінії (Infinity Lines, 2017)).
Сукні символізують другу шкіру, поділ між "я" та світом. Вигнуті контури ключів нагадують контури людського тіла. Тілесний контакт, який несуть усі ці об'єкти, містить численні пережиті досвіди, що інтригують художницю. У конструкціях Шіоти червоні або чорні нитки різними способами простягаються від об'єктів, досягають їх, оточують, з'єднують, закривають та затуляють. Для кожної інсталяції Шіота та її асистенти проводять багато годин поспіль, завершуючи роботу. Художниця розглядає перехрещені нитки як людські стосунки, які можуть заплутуватися, розриватися, ослаблюватися або наповнюватися напругою. Ці переживання постійно присутні в процесах створення робіт, що додає перформативного характеру творчості Шіоти, часто невидимого для глядача.

### Жіночий досвід:Діалог з відсутністю(2010)
В останнє десятиліття Чіхару Шіота створила масштабні інсталяції, що звертаються до життєвого досвіду жінок. У роботі Діалог з відсутністю (Dialogue with Absence, 2010) велика біла весільна сукня підвішена високо на стіні. На підлозі лежать кілька перистальтичних насосів, звідки червона рідина численними пластиковими трубками, прикріпленими до сукні, піднімається до неї. Ця частково медична, частково примарна сцена порушує питання про жіночність. Сукня, здається, втілює ідеальну версію одруженої жінки, виснаженої суспільним тягарем. Подача крові також може натякати на те, що суспільні очікування постійно "вживлюються" в неї. Тривожна, схожа на кошмар композиція Діалог може бути й автобіографічною, вказуючи на боротьбу художниці з раком.

### Великий хамам у Пріштіні, Маніфеста 14
Намагаючись використати занедбані місця Пріштіни як виставкові простори для Маніфести 14 (Manifesta 14), Чіхару Шіота розвісила сотні червоних ниток під стелею Великого хамаму. Цей об'єкт відвідало понад 150 000 людей.

## Проєкти спільноти
Окрім створення мистецьких творів, Шіота брала участь у реалізації проєктів на базі громад за межами свого місця проживання. Подальша пам'ять (Further Memory, 2010) — це тунелеподібна структура, яку вона побудувала на острові Тешіма (Teshima), Японія, для Міжнародного мистецького фестивалю Сетоучі (Setouchi International Art Festival). Матеріал — 600 використаних місцевих вікон — нагадує роботу Шіоти Будинок з вікон (2005), де кожна рама та шибка зберігають унікальні спогади. Оскільки кінець тунелю виходить на оброблене рисове поле та океан, робота виражає вдячність за екологічну красу та зв'язок остров'ян з навколишнім середовищем, створюючи відчуття надії та відкритості попри депопуляцію острова протягом десятиліть.

## Вибрані виставки (2010 - дотепер)
- 2010: Діалог з відсутністю (Dialogue with Absence), Galerie Christophe Gaillard, Париж; Стіна (Wall), Kenji Taki Gallery, Нагоя.
- 2015: Ключ у руці (The Key in the Hand), Павільйон Японії, Венеційська бієнале.
- 2022: Душа тремтить (The Soul Trembles), Галерея сучасного мистецтва (GOMA), Брісбен.
- 2024:
  - Невгамовна душа (The Unsettled Soul), Кунстхалле Прага (Kunsthalle Praha), Прага (до 28.04.2025).
  - Між світами (Between Worlds), Istanbul Modern, Стамбул (до 20.04.2025).
- 2024-2025: Душа тремтить (The Soul Trembles), Гран-Пале (Grand Palais), Париж.
- 2025:
  - На межі долі (At the Edge of Fate), персональна виставка, Jupiter Art Museum, Шеньчжень, Китай (до 22.06.2025).
  - Мандрівка душі (The Soul’s Journey), персональна виставка, Fundacion Calosa, Ірапуато, Мексика (до 27.06.2025).
  - Мовчазна порожнеча (Silent Emptiness), персональна виставка, Red Brick Museum, Пекін, Китай (до 31.08.2025).
  - Світ належить тобі (The World is Yours), персональна виставка, Casa Wabi, Пуерто-Ескондідо, Мексика (до 11.01.2026).
  - Виставка дуету: Сун Дун та Чіхару Шіота (Duo Exhibition: Song Dong x Shiota Chiharu), Yuelai Art Museum, Чунцін, Китай (без дати завершення).
  - Драйшрітт (Dreischritt), сценографія, Saarländisches Staatstheater, Саарбрюкен, Німеччина (до 13.06.2025).
  - Пагорб мови (Hill of Language), зовнішня інсталяція, Експо 2025, Осака, Японія (13.04 - 13.10.2025).
  - Укійо-е в грі (Ukiyo-e In Play), групова виставка, Токійський національний музей, Токіо, Японія (22.04 - 15.06.2025).
  - Пам'ять ліній (Memory of Lines), інсталяція, Трієнале Сетоучі 2025, Каґава, Японія (різні періоди: 18.04-25.05, 01.08-31.08, 03.10-09.11.2025).
  - Кристалізація ідентичності (Crystallizing Identity), постійна інсталяція, Світ кристалів Сваровскі (Swarovski Kristallwelten), Ваттенс, Австрія (відкриття 08.05.2025).
  - У світлі (In the Light), персональна виставка, Музей мистецтва та історії (Museum für Kunst + Geschichte), Фрібур, Швейцарія (15.05 - 21.09.2025).
  - Дім  без дому (Home Less Home), персональна виставка, ICA Watershed,  Бостон, США (22.05 - 01.09.2025).
  - Мій дім — твій дім (My House is your House), персональна виставка, Azkuna Zentroa, Більбао, Іспанія (27.05 - 28.09.2025).[8]